# 新多羅金
51°16′17″N 29°7′27″E / 51.27139°N 29.12417°E
新多羅金（烏克蘭語：Новий Дорогинь），是烏克蘭北部的村莊，隸屬日托米爾州的科羅斯滕區。該村始建於1654年，面積1.28平方公里，海拔高度130米，2001年人口296，人口密度每平方公里231.97人。